# Dorycnia
Dorycnia är ett släkte av insekter. Dorycnia ingår i familjen dvärgstritar.
Kladogram enligt Catalogue of Life:
| Dorycnia | \| \| Dorycnia funeta \| \| \| \| \| \| Dorycnia melichari \| \| \| \| \| \| Dorycnia mirabilis \| \| \| \| \| \| Dorycnia vietnamica \| \| \| \| |
|          | \| \| Dorycnia funeta \| \| \| \| \| \| Dorycnia melichari \| \| \| \| \| \| Dorycnia mirabilis \| \| \| \| \| \| Dorycnia vietnamica \| \| \| \| |
|          | Dorycnia funeta |
|          | |
|          | Dorycnia melichari |
|          | |
|          | Dorycnia mirabilis |
|          | |
|          | Dorycnia vietnamica |
|          | |